# Hvala za Sunderland
Hvala za Sunderland je slovenski komično-dramski film iz leta 2013 v režiji in po scenariju Slobodana Maksimovića. Na Festivalu slovenskega filma je dobil vesno za najboljši slovenski film.

## Igralci
- Gregor Baković kot Johan
- Polde Bibič kot Bojan
- Branko Đurić kot Zlatko
- Štefka Drolc kot Magda
- Jernej Kuntner kot Janez
- Eva Derganc kot Viktorija
- Primož Petkovšek kot Viktorijin menedžer
- Tanja Ribič kot Sabina